# 히토미 야에코
히토미 야에코(일본어: 人見 八重子 ひとみ やえこ[*], 1900년 2월 15일 - 1981년 4월 12일)는 전 다카라즈카 소녀 가극단 소속 다카라즈카 가극단 졸업생이다.
오사카부 출신으로, 1913년 11월부터 1930년까지 재단했다. 다카라즈카 가극단 2기생으로, 초기 스타 중 한 사람이다. 동급생으로는 시노하라 아사지, 타키가와 스에코, 요시노 유키코가 있다.

예명은 오구라 백인일수 제 47번: 에교 법사의
八重葎 繁れる宿の 寂しきに 人こそ見えね　龝は來にけり겹겹이 무성한 숙소의 쓸쓸함에 사람이야말로 보이는 구나 가을은 오는구나
에서 지어졌다.

## 재단 당시 주요 무대
- 1915년 3월 21일 - 5월 23일, 『雛祭』 (다카라즈카 가극장 (파라다이스 극장))
- 1916년 7월 29일 - 8월 31일, 『ヴエニスの夕』 (다카라즈카 가극장 (파라다이스 극장))
- 1916년 10월 20일 - 11월 30일, 『ダマスクスの三人娘』『中將姫』 (다카라즈카 가극장 (파라다이스 극장))
- 1918년 7월 20일 - 8월 31일, 『クレオパトラ』 (다카라즈카 가극장 (파라다이스 극장))
- 1918년 10월 20일 - 11월 30일, 『鼎法師』 (다카라즈카 가극장 (파라다이스 극장))
- 1919년 3월 20일 - 5월 20일, 『文殊と獅子』 (다카라즈카 가극장 (공회당 극장))
- 1919년 7월 20일 - 8월 31일, 『膝栗毛』 (다카라즈카 가극장 (공회당 극장))
- 1919년 10월 20일 - 11월 30일, 『燈籠嶋』『女醫者』 (다카라즈카 가극장 (공회당 극장))
- 1920년 1월 1일 - 1월 20일, 『文福茶釜』 (다카라즈카 가극장 (공회당 극장))
- 1920년 3월 20일 - 5월 20일, 『金平めがね』 (다카라즈카 가극장 (공회당 극장))
- 1920년 10월 20일 - 11월 30일, 『灰酒』 (다카라즈카 가극장 (공회당 극장))
- 1921년 3월 20일 - 5월 20일, 『春から秋へ』 (다카라즈카 가극장 (공회당 극장))
- 1921년 7월 20일 - 8월 31일, 『番太鼓』 (파라다이스 극장)
- 1922년 2월 1일 - 2월 25일, 『榎の僧正』 (하나구미) (다카라즈카 가극장 (공회당 극장))
- 1922년 5월 1일 - 5월 31일, 『出世怪童』『噂』 (하나구미) (다카라즈카 가극장 (공회당 극장))
- 1922년 11월 1일 - 12월 1일, 『燈籠大臣』 (하나구미) (다카라즈카 가극장 (공회당 극장))
- 1923년 1월 1일 - 1월 20일, 『室咲』 (하나구미) (다카라즈카 가극장 (공회당 극장))
- 1923년 4월 11일 - 5월 10일, 『貞任の妻』 (하나구미) (다카라즈카 신가극장 (중극장))
- 1923년 7월 10일 - 8월 19일, 『川霧』『検察官』 (하나구미) (다카라즈카 신가극장 (중극장))
- 1923년 9월 25일 - 10월 24일, 『松浦鏡』 (하나구미) (다카라즈카 신가극장 (중극장))
- 1924년 1월 1일 - 1월 31일, 『笛が鳴る』 (하나구미) (다카라즈카 신가극장 (중극장))
- 1924년 5월 1일 - 5월 21일, 『昔囃帝釋天』『王者の劍』『諧謔』 (하나구미) (다카라즈카 신가극장 (중극장))
- 1924년 11월 1일 - 11월 30일, 『鼎法師』『眼』 (하나구미) (다카라즈카 대극장)
- 1925년 2월 1일 - 2월 28일, 『貴妃醉酒』『春から秋へ』『鐘曳』 (하나구미) (중극장)
- 1925년 6월 1일 - 6월 30일, 『出陣』『シネマスター』 (하나구미) (다카라즈카 대극장)
- 1925년 9월 1일 - 9월 30일, 『サンドミンゴの哀話』『白張の局』 (하나구미) (다카라즈카 대극장)
- 1925년 12월 1일 - 12월 28일, 『二人袴』 (하나구미) (다카라즈카 대극장)
- 1926년 3월 1일 - 3월 31일, 『幻』『への〱も平』『煙草から』 (하나구미) (다카라즈카 대극장)
- 1926년 5월 1일 - 5월 31일, 『起居舞』『三人片輪』『某の夜の定家』 (하나구미) (다카라즈카 대극장)
- 1926년 9월 1일 - 9월 30일, 『鞍馬山』『雨월 物語』 (하나구미) (다카라즈카 대극장)
- 1926년 12월 1일 - 12월 19일, 『石の裁判』『これは不思議』『どちらが夢だ』 (하나구미) (중극장)
- 1927년 3월 1일 - 3월 31일, 『篁詫状文』『慈光』『曾我兄弟』 (하나구미) (다카라즈카 대극장)
- 1927년 6월 1일 - 6월 30일, 『身替新田』『經正』『落窪姫』 (하나구미) (다카라즈카 대극장)
- 1927년 9월 1일 - 9월 30일, 『酒の行兼』 (하나구미) (다카라즈카 대극장)
- 1927년 12월 1일 - 12월 28일, 『夜討』『丑満時』『江戸の名所』 (하나구미) (중극장)
- 1928년 2월 1일 - 2월 29일, 『嫁違ひ』『熊坂長範物見松』 (하나구미) (다카라즈카 대극장)
- 1928년 5월 1일 - 5월 31일, 『五월 幟』『春のをどり』 (하나구미) (다카라즈카 대극장)
- 1928년 8월 1일 - 8월 31일, 『腕白物語』『秋田おばこ』『潮來出島』『裏の背戶屋』『かつぽれ』『ハレムの宮殿』 (하나구미) (다카라즈카 대극장)
- 1928년 11월 1일 - 11월 30일, 『連獅子』『ユーヂツト』『北極探險』 (하나구미) (다카라즈카 대극장)
- 1929년 1월 1일 - 1월 31일, 『田舎と都會』『耳無釜』『壽式三番』『紐育行進曲』 (하나구미) (다카라즈카 대극장)
- 1929년 4월 1일 - 4월 31일, 『春のをどり』 (하나구미) (다카라즈카 대극장)
- 1929년 7월 1일 - 7월 31일, 『伏見巷談』『加茂詣』 (하나구미) (다카라즈카 대극장)
- 1929년 10월 1일 - 10월 31일, 『南蠻寺記』 (하나구미) (다카라즈카 대극장)
- 1929년 10월 1일 - 10월 15일, 『シンデレラ』 (하나구미) (다카라즈카 대극장)
- 1930년 1월 1일 - 1월 31일, 『勸進帳』『ブロードウェイ』 (하나구미) (다카라즈카 대극장)
- 1930년 4월 1일 - 4월 30일, 『悟空は强い』『瓜盜人』『春のをどり』 (하나구미) (다카라즈카 대극장)
- 1930년 7월 1일 - 7월 31일, 『傳家の寶劍』『貴妃醉酒』『井筒姫』 (하나구미) (다카라즈카 대극장)
- 1930년 10월 1일 - 10월 31일, 『更生浦島』 (하나구미) (다카라즈카 대극장)